# Heyrieux
Pour l’article ayant un titre homophone, voir Eyrieux.
Heyrieux est une commune française située dans le département de l'Isère, en région Auvergne-Rhône-Alpes.
Cette commune, autrefois paroisse de la province royale du Dauphiné, est située dans la partie orientale de l'aire urbaine de Lyon. Elle héberge le siège de Collines Isère Nord Communauté qui comprend un total de dix communes. Ses habitants sont appelés les Heyriards.

## Géographie

### Situation et description
Heyrieux est située dans le Nord-Isère, aux limites du département du Rhône, à 25 kilomètres au sud-est de Lyon, entre les Alpes et la plaine de Lyon. Le bourg s'élève à une altitude de 295 m.

### Communes limitrophes
|                                  | Grenay   |                         |
| Saint-Pierre-de-Chandieu (Rhône) | Heyrieux | Saint-Quentin-Fallavier |
| Valencin                         | Diémoz   | Bonnefamille            |

### Climat
Pour des articles plus généraux, voir Climat d'Auvergne-Rhône-Alpes et Climat de l'Isère.
En 2010, le climat de la commune est de type climat océanique altéré, selon une étude du Centre national de la recherche scientifique s'appuyant sur une série de données couvrant la période 1971-2000. En 2020, Météo-France publie une typologie des climats de la France métropolitaine dans laquelle la commune est dans une zone de transition entre le climat semi-continental et le climat de montagne et est dans une zone de transition entre les régions climatiques « Bourgogne, vallée de la Saône » et « Moyenne vallée du Rhône ».
Pour la période 1971-2000, la température annuelle moyenne est de 11,5 °C, avec une amplitude thermique annuelle de 17,8 °C. Le cumul annuel moyen de précipitations est de 925 mm, avec 8,8 jours de précipitations en janvier et 6,6 jours en juillet. Pour la période 1991-2020, la température moyenne annuelle observée sur la station météorologique de Météo-France la plus proche, « Luzinay », sur la commune de Luzinay à 10 km à vol d'oiseau, est de 12,7 °C et le cumul annuel moyen de précipitations est de 928,1 mm,. Pour l'avenir, les paramètres climatiques de la commune estimés pour 2050 selon différents scénarios d'émission de gaz à effet de serre sont consultables sur un site dédié publié par Météo-France en novembre 2022.

### Hydrographie
L'Ozon qui a donné son nom à la commune voisine de Saint-Symphorien-d'Ozon prend sa source vers 350 m d’altitude sur le territoire communal. ce ruisseau de 22 kilomètres de longueur draine un bassin versant de 69 km² avant de rejoindre le Rhône à Sérézin-du-Rhône.

### Voies de communication
Le territoire communal est traversé par la RD518 (ancienne RN518) (et sa déviation la RD518z) qui relie Heyrieux (depuis Lyon) à Die après avoir traversé Saint-Marcellin et une partie du massif du Vercors. La RD 76 traverse le nord du territoire communal afin de relier le bourg à la commune de Saint-Quentin-Fallavier.

### Transports publics
La commune est desservie par le Réseau interurbain de l'Isère (Cars Région Isère). Une ligne régulière intercité, la ligne T36 dessert six points d'arrêts dans la commune à destination de Saint-Jean-de-Bournay ou Gare Part Dieu Villette à Lyon. L'ancienne gare d'Heyrieux est fermée aux voyageurs.

## Urbanisme

### Typologie
Au 1er janvier 2024, Heyrieux est catégorisée bourg rural, selon la nouvelle grille communale de densité à sept niveaux définie par l'Insee en 2022.
Elle appartient à l'unité urbaine de Heyrieux, une unité urbaine monocommunale constituant une ville isolée,. Par ailleurs la commune fait partie de l'aire d'attraction de Lyon, dont elle est une commune de la couronne,. Cette aire, qui regroupe 397 communes, est catégorisée dans les aires de 700 000 habitants ou plus (hors Paris),.

### Occupation des sols
L'occupation des sols de la commune, telle qu'elle ressort de la base de données européenne d’occupation biophysique des sols Corine Land Cover (CLC), est marquée par l'importance des territoires agricoles (80,1 % en 2018), en diminution par rapport à 1990 (81,6 %). La répartition détaillée en 2018 est la suivante :
zones agricoles hétérogènes (33,2 %), terres arables (31,9 %), prairies (15 %), zones urbanisées (12,1 %), zones industrielles ou commerciales et réseaux de communication (4,3 %), forêts (3,6 %). L'évolution de l’occupation des sols de la commune et de ses infrastructures peut être observée sur les différentes représentations cartographiques du territoire : la carte de Cassini (XVIIIe siècle), la carte d'état-major (1820-1866) et les cartes ou photos aériennes de l'IGN pour la période actuelle (1950 à aujourd'hui).

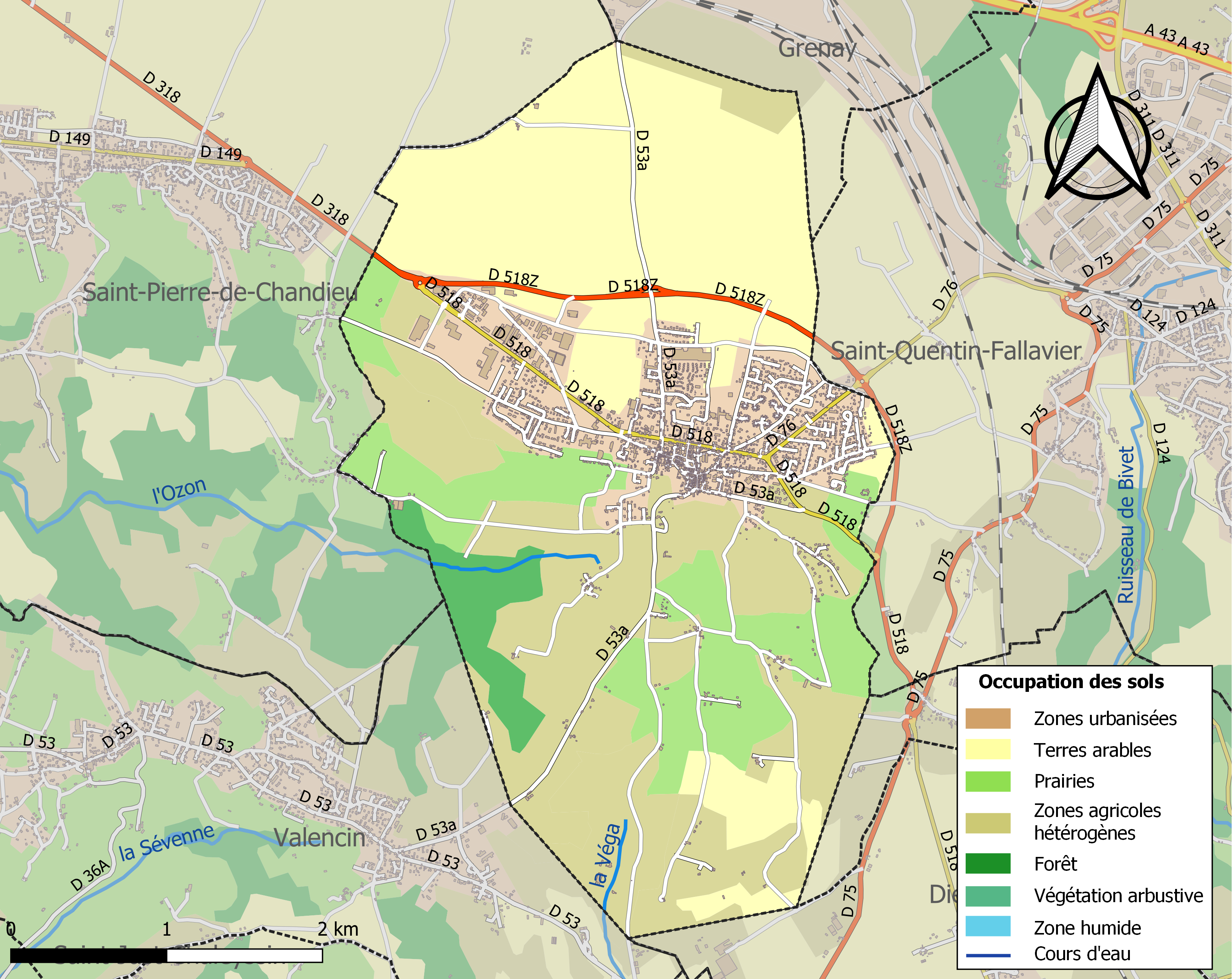
Carte des infrastructures et de l'occupation des sols de la commune en 2018 (CLC).
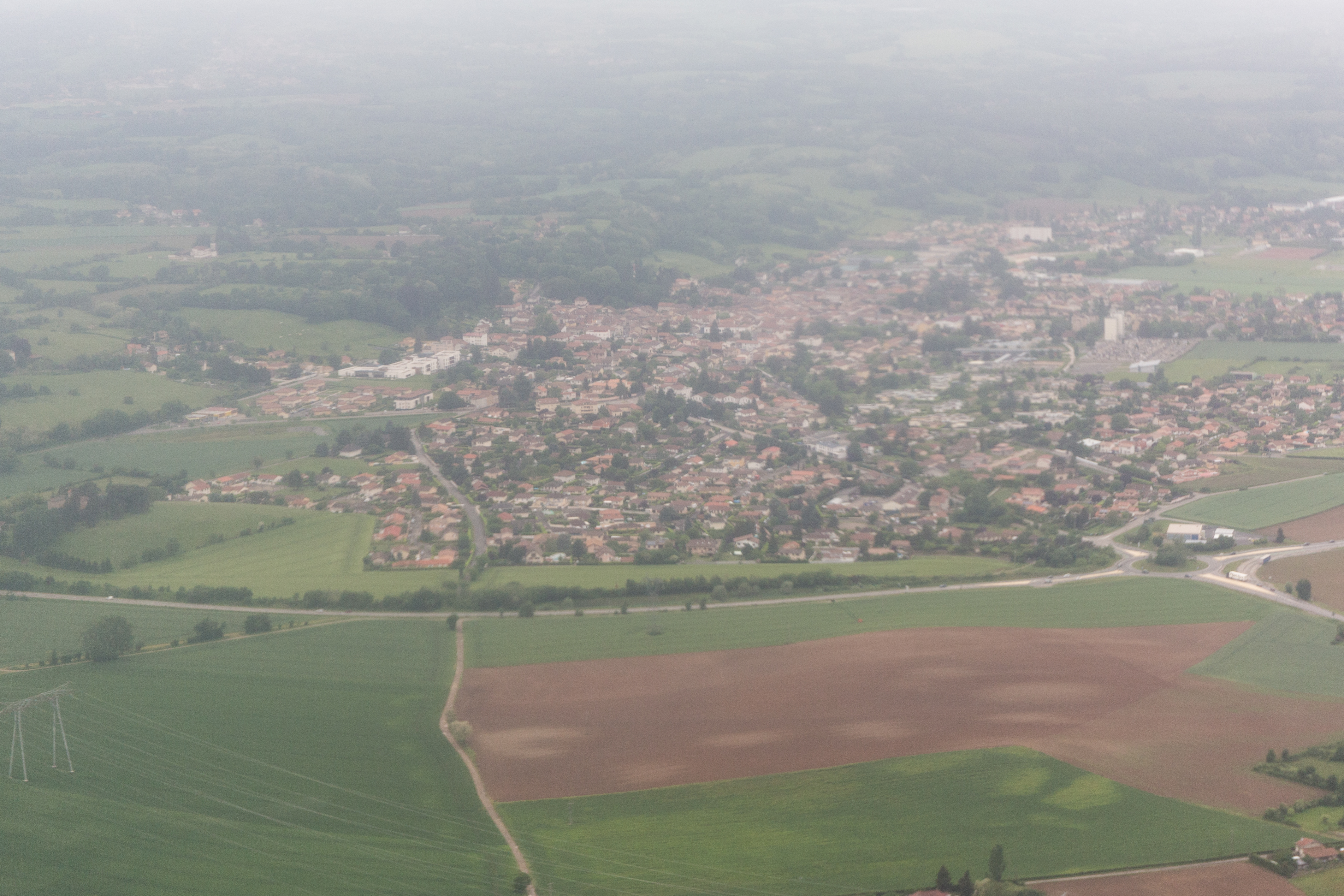
Vue aérienne du territoire d'Heyrieux

### Risques naturels et technologiques

#### Risques sismiques
L'ensemble du territoire de la commune d'Hyerieux est situé en zone de sismicité no 3 (sur une échelle de 1 à 5), comme la plupart des communes de son secteur géographique.
| Type de zone | Niveau            | Définitions (bâtiment à risque normal) |
| ------------ | ----------------- | -------------------------------------- |
| Zone 3       | Sismicité modérée | accélération = 1,1 m/s2                |

## Toponymie
Heyrieux est un toponyme trouvant son origine dans le nom Ariacum, formé d’un nom d’homme romain Arrius avec un suffixe – acum,. Cette proposition est peu probable; en effet, la composition Ariacum suppose en latin un génitif ari et non Arrii. Heyrieux est une des enclaves savoyardes du Dauphiné, et par conséquent, il faut donc plutôt voir dans Ariacum la combinaison avec -acum d’un nom latin tardif arum,i, « territoire ».
Formes : Ariacum, IXe s.

## Histoire

### Antiquité et Moyen Âge
Arrius est à l'origine un domaine gallo-romain qui porte le nom de son créateur. Les premières traces de ce domaine remonteraient au Ier siècle. Pendant des siècles, Heyrieux resta une fondation romaine paisible.
Cependant, le domaine commença à prendre une ampleur relative au Moyen Âge, période durant laquelle elle devint un bourg identifié sous le nom de Aireu ou Ayreu. En 1027, les comtes de Savoie acquirent de nombreux domaines dans le Dauphiné. En 1030 Heyrieux fit officiellement partie de cette enclave savoyarde.
En 1227, Heyrieux fut concédée aux moines de la chartreuse d'Aillon (le chemin de Savoyan, qui traverse le village encore de nos jours, partait d'Aillon en Savoie pour parvenir à Chaponnay). Le 3 février 1328, le seigneur Jean de Chandieu accorda les "Libertés aux bourgeois d'Heyrieux" afin de permettre aux résidents de se constituer en communauté (chose relativement rare pour l'époque car les domaines étaient souvent soumis à une autorité supérieure). Par ailleurs, le mot « bourgeois » n'avait pas la même connotation de richesse qu'aujourd'hui, celui-ci comprenait davantage la notion de « résident ». Les libertés accordées par Jean de Chandieu furent confirmées quelques mois plus tard, le 3 juin 1328, par Édouard comte de Savoie.
Au cours de l'année 1349, le royaume de France annexa le Dauphiné. Sept ans plus tard, en janvier 1356, l'enclave savoyarde, dont Heyrieux faisait partie, fut concédée au Dauphiné et par conséquent au royaume de France.

### Temps Modernes et Époque contemporaine
En 1544, François Ier instaura à travers une lettre patente les foires de la Madeleine (22 juillet) et de la Sainte-Catherine (25 novembre), toujours actives de nos jours, ainsi que le marché hebdomadaire du vendredi. Pour expliquer l'octroi de ces foires et du marché, il faut se souvenir de deux faits :
- François 1er est à moitié savoisien par sa mère, fille du duc de Savoie ; les comtes de Savoie furent pendant près de trois siècles les suzerains d'Heyrieux ; donc un descendant des comtes de Savoie, devenu roi de France, accorde des privilèges à une possession ancestrale ;
- il doit certaines faveurs aux marchands de Lyon dont certains doivent avoir un lien, ou résider, à Heyrieux.

Alors que le village ne comptait que 270 habitants en 1750, ce fut alors le Temps des Loups, période durant laquelle entre 1752 et 1754, des centaines de chasseurs de loups se réunirent à Heyrieux afin de traquer et d'exterminer les loups des bois environnants. En effet, on estimait à l'époque que cet animal était responsable de multiples attaques contre les hommes ou leurs troupeaux. Ainsi, la plus grande battue recensée fut celle du 17 septembre 1754, près de 2 000 chasseurs traquèrent les loups en même temps. Par la suite, de nombreux chasseurs de loups restèrent à Heyrieux, ceci explique l'augmentation significative d'habitants durant cette période puisqu'en 1791, le village comptait 1 282 habitants.

## Politique et administration

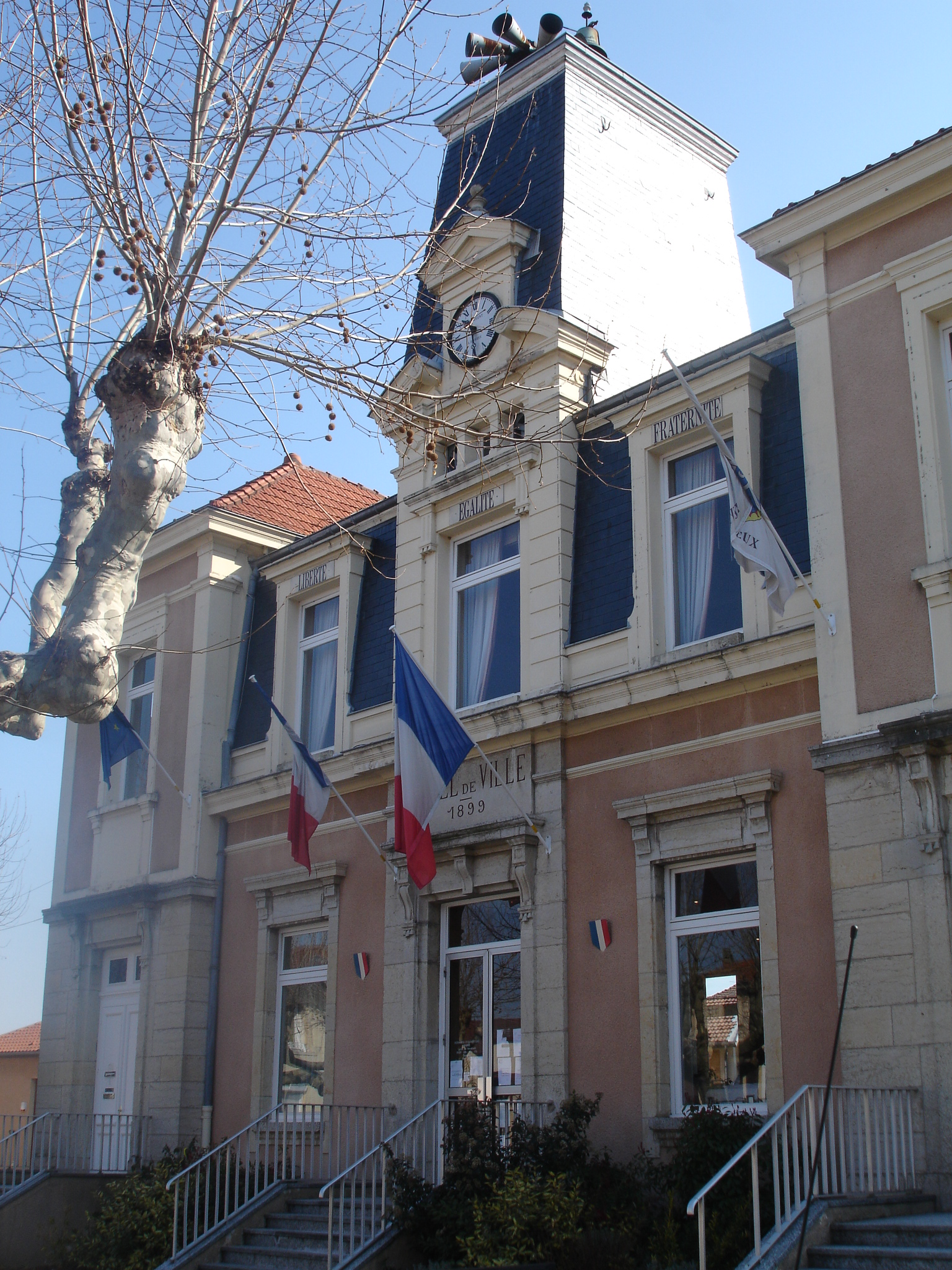
Mairie d'Heyrieux

### Administration municipale
En 2020, le conseil municipal d'Heyrieux est constitué de membres dont un maire (également vice-président de la Communauté de Communes) de neuf adjoints au maire et dix-sept conseillers municipaux.
Le maire en place depuis 2008, Daniel Angonin, a été réélu en 2020 avec 80,30% des voix.

### Liste des maires
| Période   | Période   | Identité       | Étiquette      | Qualité                                             |
| --------- | --------- | -------------- | -------------- | --------------------------------------------------- |
|           |           | Lucien Tardy   | FGDS-PS        | Conseiller général du Canton d'Heyrieux (1967-1973) |
| mars 1983 | juin 1995 | René Hustache  |                |                                                     |
| juin 1995 | mars 2008 | Gérard Thollot |                |                                                     |
| mars 2008 | En cours  | Daniel Angonin | Sans étiquette | Retraité Fonction publique                          |

## Population et société

### Démographie
L'évolution du nombre d'habitants est connue à travers les recensements de la population effectués dans la commune depuis 1793. Pour les communes de moins de 10 000 habitants, une enquête de recensement portant sur toute la population est réalisée tous les cinq ans, les populations de référence des années intermédiaires étant quant à elles estimées par interpolation ou extrapolation. Pour la commune, le premier recensement exhaustif entrant dans le cadre du nouveau dispositif a été réalisé en 2008.

En 2022, la commune comptait 4 824 habitants, en évolution de +2,75 % par rapport à 2016 (Isère : +3,07 %, France hors Mayotte : +2,11 %).
| 1793  | 1800  | 1806  | 1821  | 1831  | 1836  | 1841  | 1846  | 1851  |
| ----- | ----- | ----- | ----- | ----- | ----- | ----- | ----- | ----- |
| 1 232 | 1 338 | 1 427 | 1 539 | 1 424 | 1 490 | 1 520 | 1 560 | 1 416 |

| 1856  | 1861  | 1866  | 1872  | 1876  | 1881  | 1886  | 1891  | 1896  |
| ----- | ----- | ----- | ----- | ----- | ----- | ----- | ----- | ----- |
| 1 362 | 1 369 | 1 355 | 1 465 | 1 535 | 1 541 | 1 517 | 1 508 | 1 510 |

| 1901  | 1906  | 1911  | 1921  | 1926  | 1931  | 1936  | 1946  | 1954  |
| ----- | ----- | ----- | ----- | ----- | ----- | ----- | ----- | ----- |
| 1 505 | 1 508 | 1 446 | 1 101 | 1 116 | 1 205 | 1 223 | 1 273 | 1 346 |

| 1962  | 1968  | 1975  | 1982  | 1990  | 1999  | 2006  | 2008  | 2013  |
| ----- | ----- | ----- | ----- | ----- | ----- | ----- | ----- | ----- |
| 1 475 | 1 733 | 2 473 | 3 270 | 3 872 | 4 163 | 4 587 | 4 705 | 4 640 |

| 2018  | 2022  | - | - | - | - | - | - | - |
| ----- | ----- | - | - | - | - | - | - | - |
| 4 767 | 4 824 | - | - | - | - | - | - | - |

### Enseignement
La commune est rattachée à l'académie de Grenoble. Il y a une école élémentaire qui porte le nom du scientifique Louis Pasteur, une école privée, une école maternelle et le collège Jacques Prévert.

### Équipements culturels et sportifs
La ville d'Heyrieux est équipée de deux stades et de nombreux gymnases. La commune possède également un foyer rural et plusieurs salles dédiés aux évènements culturels. Il y a de nombreux clubs sportifs comme le club de danse, celui de handball ou encore beaucoup de club d'art martiaux.

### Médias
Historiquement, le quotidien à grand tirage Le Dauphiné libéré consacre, chaque jour, y compris le dimanche, dans son édition du Nord-Isère, un ou plusieurs articles à l'actualité de la commune et de la communauté de communes, ainsi que des informations sur les éventuelles manifestations locales, les travaux routiers, et autres événements divers à caractère local.

### Cultes
La communauté catholique et l'église d'Heyrieux (propriété de la commune) sont rattachées à la paroisse Saint Hugues de Bonnevaux qui comprend 20 autres communes du Nord-Isère et elle même rattachée au diocèse de Grenoble.

## Culture et patrimoine

### Lieux et monuments
Heyrieux compte parmi ses monuments le château du Bourg et le manoir Le Colombier (tous deux datés du XVe siècle), le château de Maille (XVIIIe siècle), l'église de l'Assomption ainsi que l'oratoire Notre-Dame-de-la-Salette (XIXe siècle).
Le château de Rajat est situé aux limites du territoire communal, la plus grande partie du bâtiment et du domaine étant situé sur le territoire de la commune de Saint-Pierre-de-Chandieu, située dans le département du Rhône.

Quelques photos de monuments de la commune d'Heyrieux
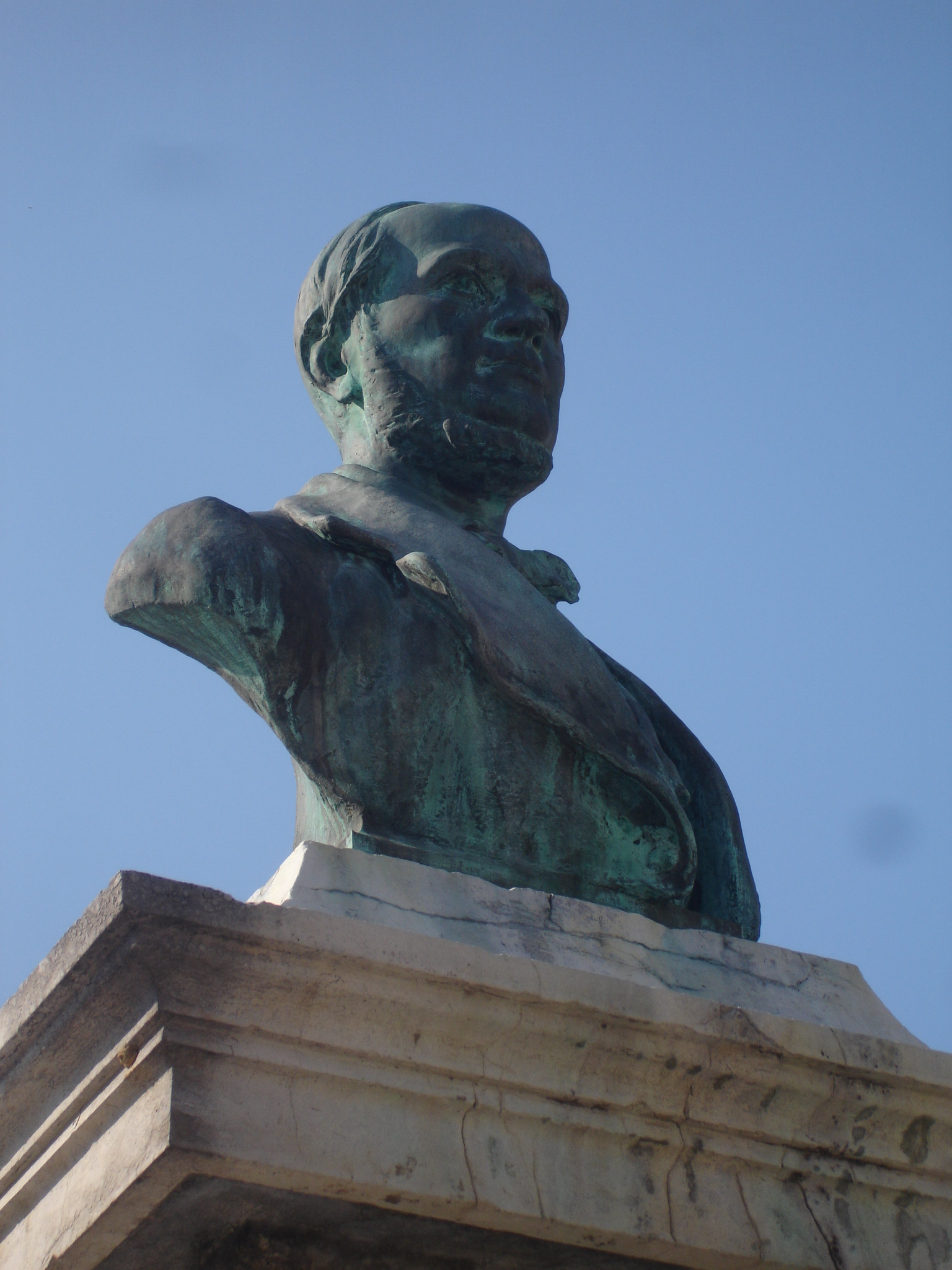
Statue de Marc Antoine Brillier.
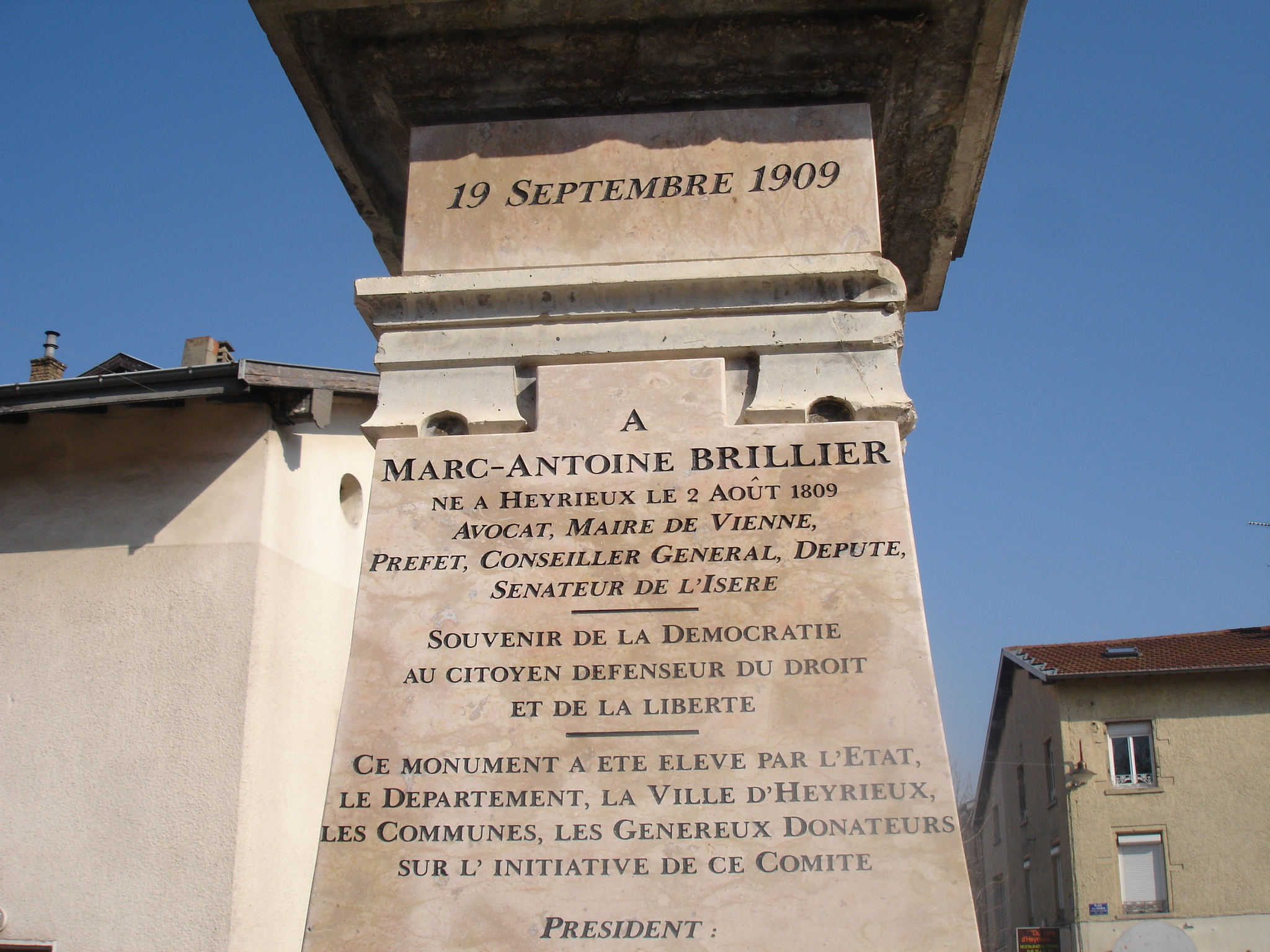
Socle de la statue.
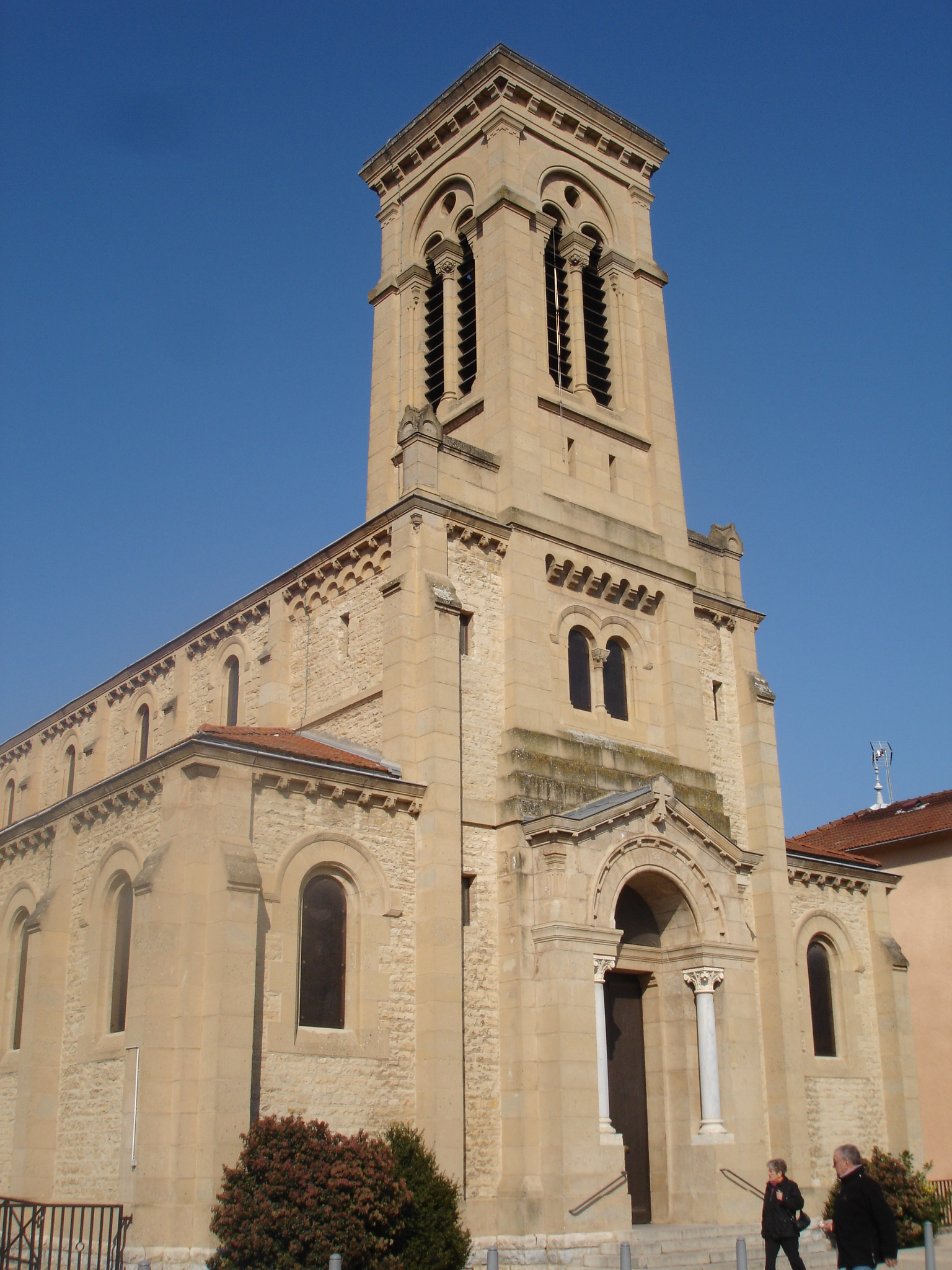
Le clocher de l'église.
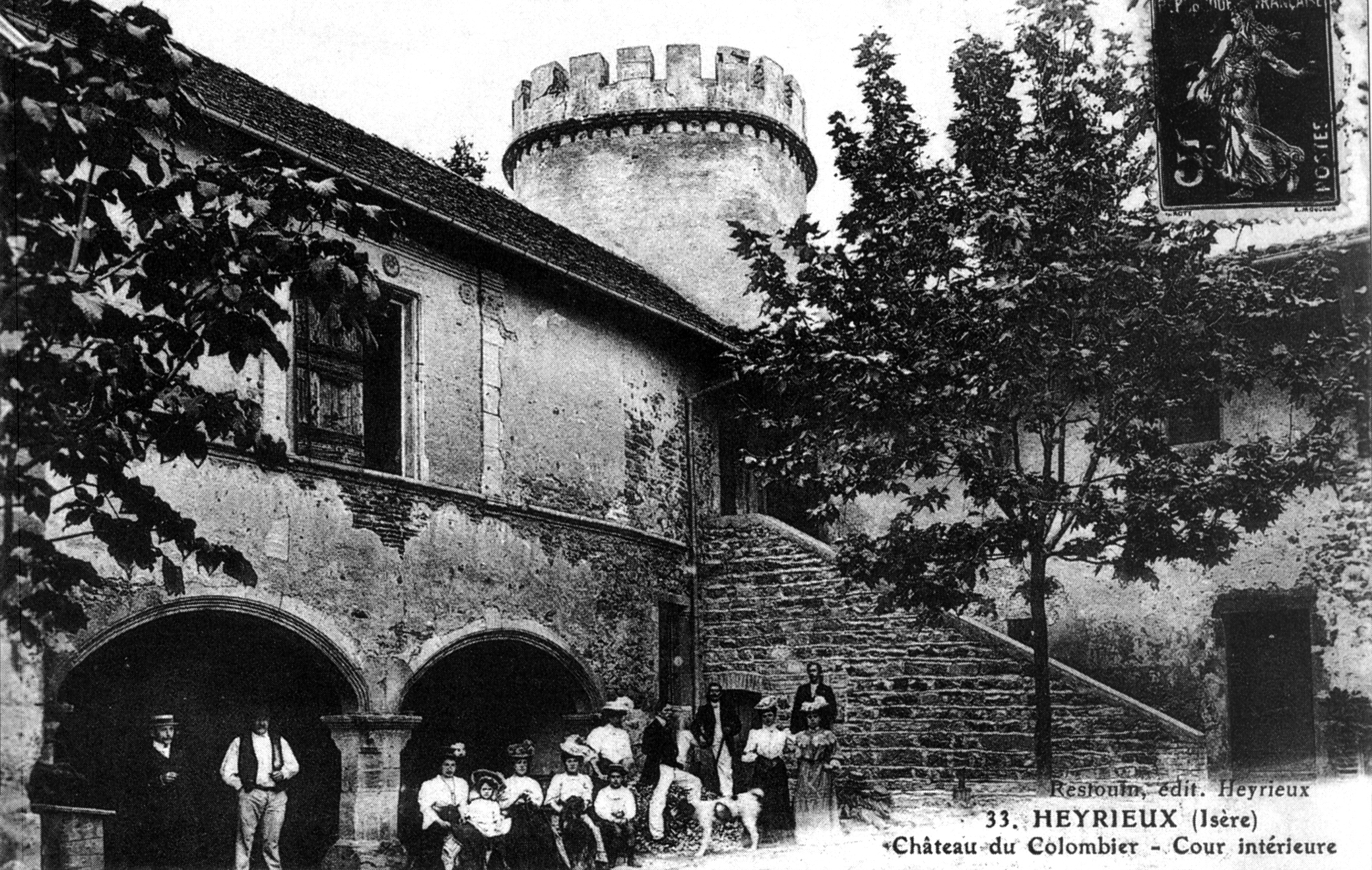
La cour intérieure du château du Colombier au début du XXe siècle.

### Espaces verts et fleurissement
En mars 2017, la commune confirme le niveau « une fleur » au concours des villes et villages fleuris, ce label récompense le fleurissement de la commune au titre de l'année 2016.

### Personnalités liées à la commune
- Claude Jourdan (1803 à Heyrieux - 1873), médecin et paléontologue.
- Marc Antoine Brillier (1809 à Heyrieux - 1888), ancien préfet et sénateur de l'Isère.
- Gilles Cassagne (né en 1961), ancien rugbyman international et manager sportif et commercial du Football club de Grenoble rugby.
- Jean-Louis Valois (né en 1973 à Saint-Priest), ancien footballeur professionnel.
- Jérémie Bréchet (né en 1979 à Lyon), footballeur professionnel. Il s'est uni à Ermelinda Zamanifary à l'église d'Heyrieux le 27 décembre 2003.
- Malik Issolah, comédien et acteur de théâtre.
- Romain Molina (né en 1991) Journaliste d'investigation et écrivain

### Jumelages
- Busnago (Italie) depuis 1999[30].

### Héraldique
| Blason de Heyrieux | Blason  | Une croix d’argent cantonnée. Écartelé : au premier de gueules au lion d'or paré d'azur, au deuxième d'azur à un chevron d'argent accompagné de deux croissants d'argent, en pointe d'un lion d'or, au troisième d'azur à la bande d'or, accompagné de 6 losanges, de même, trois en chef, en orle, trois pointes en bande, et au quatrième d'or au dauphin d'azur, crêté, oreillé et barbelé de gueules ; à la croix astrée d'argent brochant sur le tout. |
| Blason de Heyrieux | Détails | Ce blason a été réalisé sous la haute direction de monsieur Robert Brun de la Valette en 2002. En plus de la croix blanche de Savoie, les 4 blasons qui le composent représentent respectivement la famille de Chandieu, l’abbaye d’Ambronay, la famille Rigaud et le Dauphiné. Le statut officiel du blason reste à déterminer. |